# Гауф, Вильгельм
Вильге́льм Га́уф  (Вильгельм Гауфф, нем. Wilhelm Hauff, 29 ноября 1802, Штутгарт — 18 ноября 1827, там же) — немецкий писатель и новеллист, представитель направления бидермейер в литературе, доктор философии и теологии.
Литературное наследие В. Гауфа заключается в трёх сборниках сказок, один из которых был выпущен после смерти автора его вдовой, а также в нескольких романах и поэмах, В. Гауфф входил в состав Швабских поэтов. Эти произведения навсегда вписали имя Вильгельма Гауфа в историю мировой литературы. Многие его мистические, иногда страшные, иногда грустные сказки проникнуты духом Ближнего Востока. Он один из тех немногих авторов, кто умел сделать из заурядных легенд о привидениях и бедняках, наказывающих злых богачей, шедевр — волшебные, яркие, захватывающие, запоминающиеся истории, которые и по сей день с увлечением читают как дети, так и взрослые. В Байрсброне (земля Баден-Вюртемберг) с 1997 года действует Музей сказок Вильгельма Гауфа.

## Биография

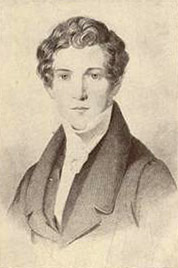
Портрет Вильгельма Гауфа

Вильгельм Гауф родился 29 ноября 1802 года в Штутгарте, в семье Августа Фридриха Гауфа, который служил секретарём в министерстве иностранных дел Вюртемберга, и Ядвиги Вильгельмины Эльзессер Гауф. Из четырёх детей он был вторым по старшинству. В 1809 году, когда Вильгельму было семь лет, его отец скоропостижно скончался, и мать, забрав детей, переселилась в университетский город Тюбинген. Там, в доме деда по материнской линии, прошли юные годы Гауфа. Самым первым образованием, которое получил мальчик, было чтение книг из огромной дедушкиной библиотеки. В 1818 году его отправили учиться в монастырскую школу, а через два года он поступил в Университет Тюбингена. Через четыре года он окончил университет со степенью доктора философии и теологии.
Получив образование, Гауф устроился репетитором в семью вюртембергского военного министра, генерала барона Эрнста фон Хюгеля, и стал наставником его детей. Вместе с этим семейством он совершил путешествие во Францию, с огромным интересом знакомился с немецкими государствами северной и центральной частей Германии. За свою короткую жизнь он побывал в Париже, Брюсселе, Антверпене, пoceтил Кассель, родину братьев Гримм, Бремен, топографически точное описание которого мы находим в одной из его последних новелл «Фантасмагории в Бременском винном погребке», побывал в Берлине, Лейпциге, Дрездене.
Именно для детей барона фон Хюгеля были написаны его Märchen — волшебные сказки, которые впервые были опубликованы в «Альманахе сказок января 1826 года для сыновей и дочерей знатных сословий». Включал он такие произведения, как «Маленький Мук», «Калиф-аист» и другие, сразу приобретшие невиданную популярность во всех странах, где говорили и читали по-немецки. В России Гауф стал известен в первую очередь своими рассказами, переведенными и переработанными Виссарионом Белинским, такими, как «Отелло», «Нищенка с Pont des Arts».
В том же 1826 году им были написаны первая часть романа «Странички мемуаров сатаны» (Mitteilungen aus den Memoiren des Satan) и «Человек с луны» (Der Mann im Mond). Первый роман был написан в духе гофмановской так называемой фрагментарной прозы, которую Гауф отлично освоил и в дальнейшем развил. Многие критики отмечают, что хоть ученик (Гауф) и уступал своему «литературному учителю» (Гофману) в богатстве языка, но зато заметно обогнал его в разнообразии сюжетов и непревзойденной мистичности произведений.
Роман «Человек с Луны» был написан как пародия на сентиментальные новеллы известного в то время немецкого автора Генриха Клаурена (Heinrich Clauren). В отместку Клаурен предпринял своеобразную атаку на все творчество Гауфа. Гауф в ответ написал саркастическую новеллу «Спорная проповедь Г. Клаурена о „Человеке с Луны“», в которой изложил свои взгляды на слащавую и нездоровую литературу, которой Клаурен наводнил страну.

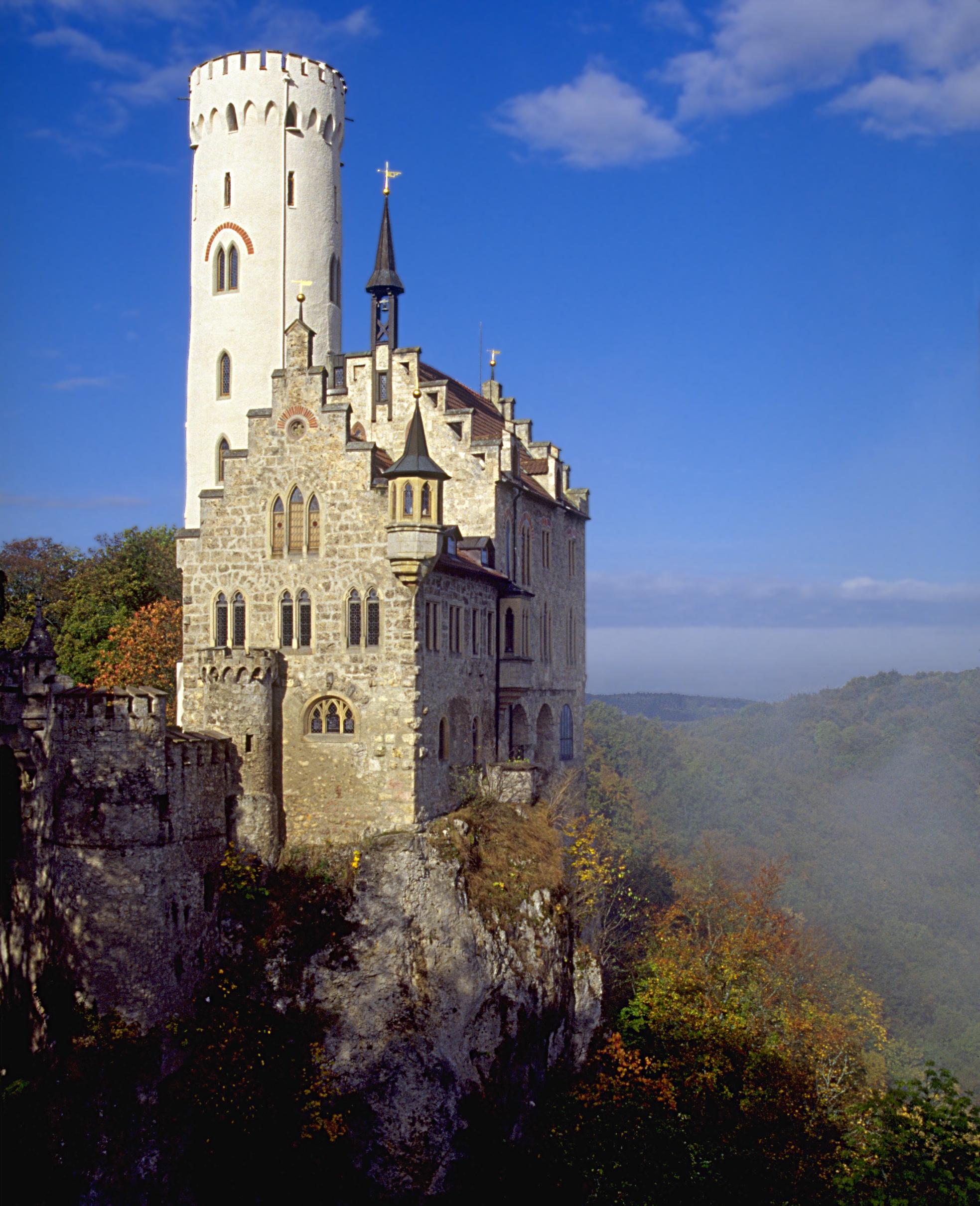
Замок Лихтенштайн

Вдохновленный романами Вальтера Скотта, Гауф написал исторический роман «Лихтенштейн» (1826), ставший одним из лучших романов этого жанра в XIX веке. Это произведение, на страницах которого описывались приключения героев в эпоху Крестьянской войны, охватившей Германию в XVI веке, приобрёл огромную популярность в Германии, и особенно на землях Швабии, поскольку рассказывает об одном из самых интересных моментов истории этого края.
Во время своих путешествий Гауф, кроме того, дописал «Мемуары сатаны» и опубликовал несколько коротких новелл, а также стихотворений, которые очень быстро стали народными песнями.
В январе 1827 года Гауф занял должность редактора Штутгартской утренней газеты и женился на своей кузине Луизе Гауф, в которую был влюблён с детства. В том же году 10 ноября у них родилась дочь Вильгельмина. Однако счастье супругов было недолгим. Вильгельм Гауф отправился в Альпы в поисках материала для нового романа, задуманного как стилистическое продолжение «Лихтенштейна», но в дороге тяжело заболел и вынужден был прервать путешествие. Вернувшись домой, он 18 ноября умер от брюшного тифа, не дожив 11 дней до 25-летия и пробыв счастливым отцом всего 8 дней.
Один из поклонников Гауфа — герцог Вильгельм фон Урах, особенно впечатлённый его историческим романом, в 1840—1842 годах, опираясь на описания автора, построил замок Лихтенштайн на фундаменте замка 1390 года в местечке Хонау, в коммуне Лихтенштайн в Баден-Вюртемберге. Неподалёку от замка установлен памятник писателю.

## Сочинения

### Сказки[de]

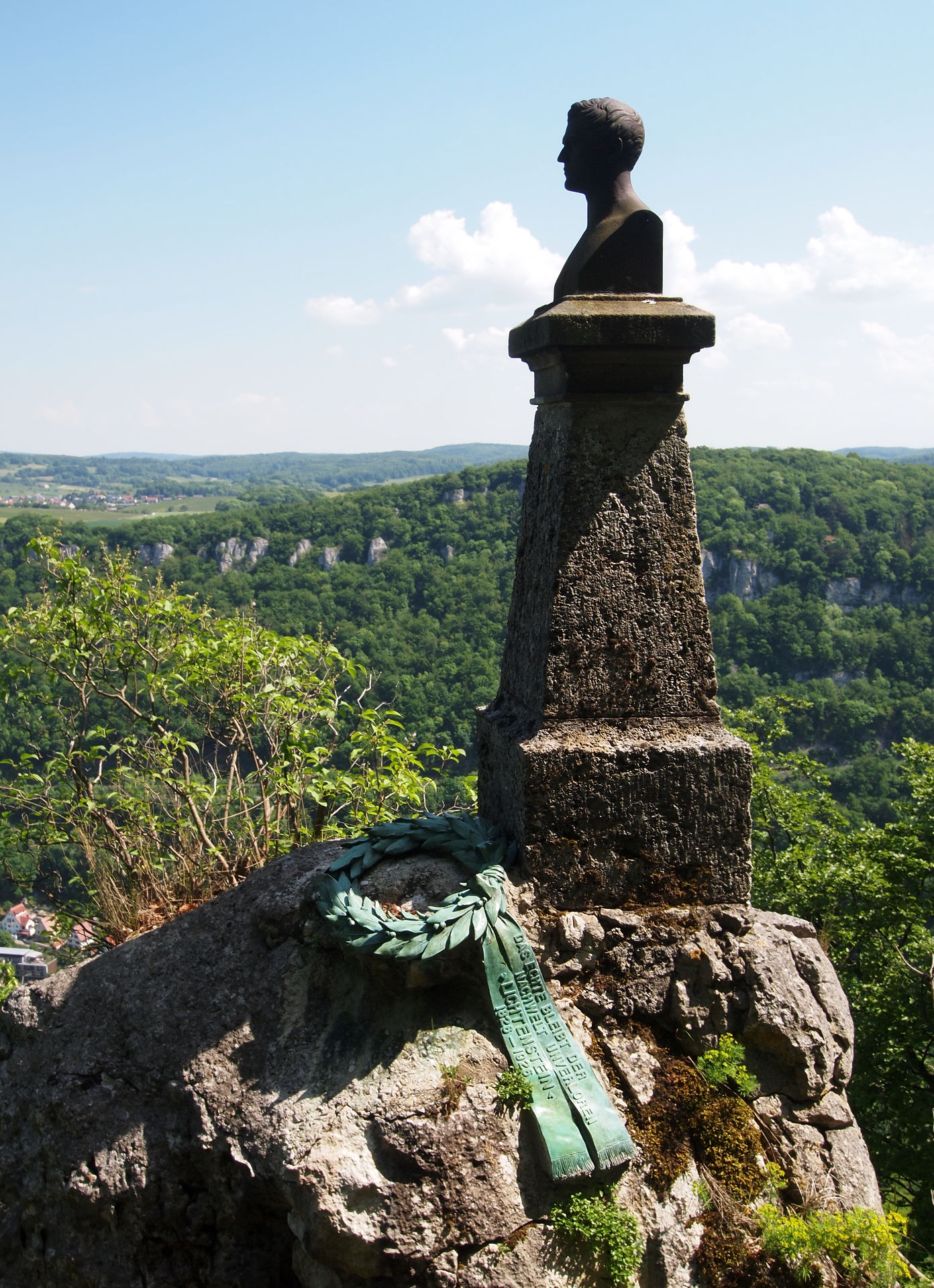
Памятник Вильгельму Гауфу около замка Лихтенштайн недалеко от Штутгарта

- Альманах сказок на 1826 год для сыновей и дочерей знатных сословий (нем. Märchen-Almanach auf das Jahr 1826 für Söhne und Töchter gebildeter Stände):
  - «Сказки как альманах» (Märchen als Almanach) — вступление;
  - «Караван» (Die Karawane) — «рамочная» история;
  - «История о калифе-аисте» (Die Geschichte vom Kalif Storch);
  - «История о корабле-призраке» (Die Geschichte von dem Gespensterschiff);
  - «История об отрубленной руке» (Die Geschichte von der abgehauenen Hand);
  - «Спасение Фатимы» (Die Errettung Fatmes);
  - «История о маленьком Муке» (Die Geschichte vom kleinen Muck);
  - «История о мнимом принце» (Das Märchen vom falschen Prinzen).
- Альманах сказок на 1827 год для сыновей и дочерей знатных сословий (Märchen-Almanach auf das Jahr 1827 für Söhne und Töchter gebildeter Stände):
  - «Александрийский шейх и его невольники» (Der Scheik von Alessandria und seine Sklaven) — «рамочная» история;
  - «Карлик Нос» (Der Zwerg Nase);
  - «Абнер, еврей, который ничего не видел» (Abner, der Jude, der nichts gesehen hat);
  - «Бедный Стефан» (Der arme Stephan);
  - «Печёная голова» (Der gebackene Kopf) (Джеймс Джастин Мориер);
  - «Молодой англичанин» (Der Affe als Mensch букв. «Обезьяна как человек»);
  - «Праздник подземелья» (Das Fest der Unterirdischen);
  - «Беляночка и Розочка» (Schneeweißchen und Rosenrot)
  - «История Альмансора» (Die Geschichte Almansors).
- Альманах сказок на 1828 год для сыновей и дочерей знатных сословий (нем. Märchen-Almanach auf das Jahr 1828 für Söhne und Töchter gebildeter Stände)
  - «Трактир в Шпессарте» (Das Wirtshaus im Spessart) — «рамочная» история;
  - «Рассказ о гульдене с оленем» (Die Sage vom Hirschgulden);
  - «Холодное сердце» (Das kalte Herz);
  - «Судьба Саида» (Saids Schicksale);
  - «Пещера Стинфолла. Шотландская сага» (Die Höhle von Steenfoll — Eine schottländische Sage).

### Романы
- «Лихтенштейн»[5] (Lichtenstein[6])
- «В розовом саду короля Лаурина» (In König Laurins Rosengarten)

### Сатирические произведения
- «Человек с Луны, или Поезд сердца — голос судьбы» (Der Mann im Mond oder Der Zug des Herzens ist des Schicksals Stimme);
- «Странички мемуаров сатаны» (Mitteilungen aus den Memoiren des Satan)
- «Спорная проповедь Г. Клорена[нем.] о „Человеке с Луны“ перед немецкой публикой на осенней ярмарке 1827 года» (Controvers-Predigt über H. Clauren und den Mann im Mond, gehalten vor dem deutschen Publikum in der Herbstmesse 1827)

### Рассказы
- «Отелло» (Othello, 1826)
- «Певица» (Die Sängerin, 1826)
- «Нищенка с Pont des Arts» (Die Bettlerin von Pont des Arts, 1827)
- «Еврей Зюсс» (Jud Süß, 1827)
- «Последние рыцари Мариенбурга» (Die letzten Ritter von Marienburg)
- «Портрет императора» (Das Bild des Kaisers)
- «Фантасмагории в Бременском винном погребке. Осенний подарок для любителей вина» (Phantasien im Bremer Ratskeller, ein Herbstgeschenk für Freunde des Weines, 1827)
- «Книги и мир чтения» (Die Bücher und die Lesewelt)
- «Бесплатные часы у окна» (Freie Stunden am Fenster)
- «Эстетический клуб» (Der ästhetische Klub)
- «Пара часов пути» (Ein Paar Reisestunden)

### Легенда
- Ройсенштейн (Der Reußenstein)

## Экранизации произведений
- 1921 — Маленький Мук (режиссёр Вильгельм Прагер, Веймарская Республика)
- 1940 — Еврей Зюсс, Германия
- 1944 — Маленький Мук (режиссёр Франц Фидлер, Германия)
- 1950 — Холодное сердце, ГДР
- 1953 — Маленький Мук, ГДР
- 1953 — Карлик Нос, ФРГ
- 1957 — Легенда о ледяном сердце, (режиссёры — Эльдар Шенгелая и Алексей Сахаров, СССР).
- 1958 — Харчевня в Шпессарте, ФРГ
- 1969 — Калиф-аист, СССР
- 1970 — Карлик Нос, СССР
- 1971 — Маленький Мук (режиссёр Отто Антон Эдер; телефильм, Австрия)
- 1971 — Маленький Мук, аудиоспектакль фирмы звукозаписи Мелодия, 1971, инсценировка В. Глоцера, музыка Г. Савельева, СССР
- 1975 — Мук-скороход, СССР
- 1978 — Карлик Нос, ГДР
- 1980 — Карлик Нос, аудиоспектакль фирмы звукозаписи Мелодия, СССР, переиздание 2008 г.
- 1981 — Халиф-аист, СССР
- 1981 — Сказка, рассказанная ночью, по альманаху «Трактир в Шпессарте», СССР
- 1983 — Приключения маленького Мука (режиссёр Елизавета Кимягарова; телефильм, СССР, Таджикистан)
- 1985 — Принц-самозванец, Чехословакия, ГДР
- 2003 — Карлик Нос, Россия